# Santa Francesca Romana a Ponte Rotto

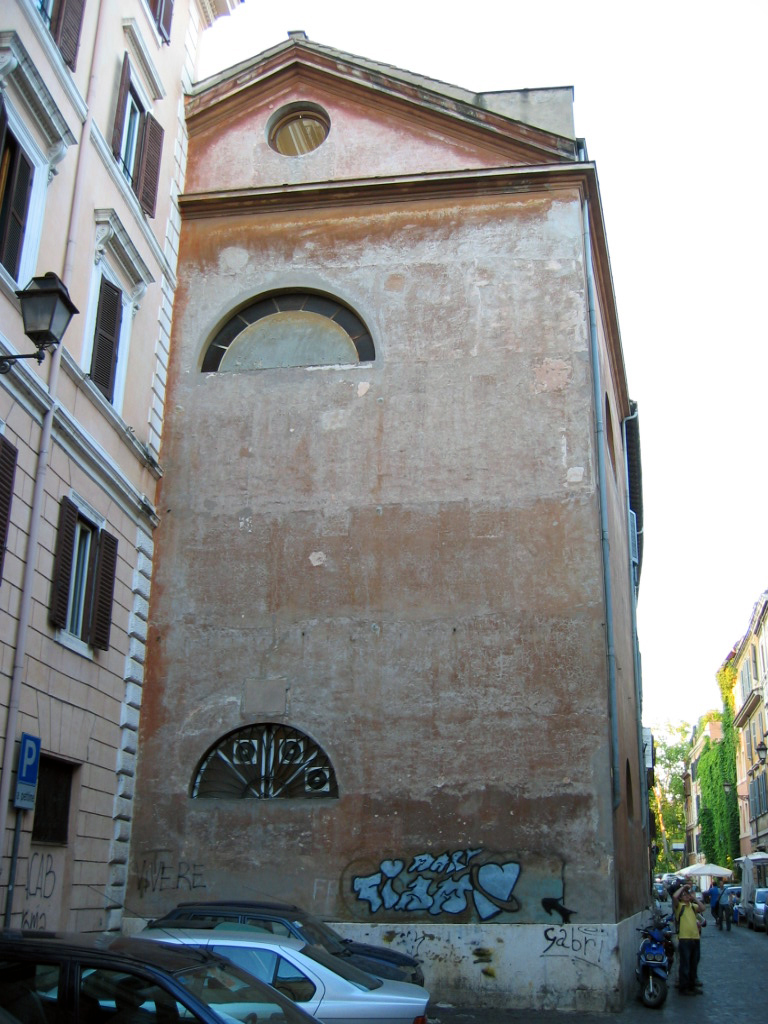
Vista do Palazzo Ponziani na Via dei Vascellari. O oratório fica no interior.

Santa Francesca Romana a Ponte Rotto é um oratório localizado no interior do Palazzo Ponziani, na esquina da Via dei Vascellari com a Via dei Salumi, no rione Trastevere de Roma. É dedicada a Santa Francisca Romana. Ponte Rotto é uma referência às ruínas de uma ponte romana nas imediações.

## História
Santa Francisca Romana casou-se em 1396 com Renzo Ponziani e se mudou para o Palazzo Ponziani, no Trastevere. Ela cuidava dos pobres e dos enfermos, especialmente no caso de epidemias e carestias. Ela criou um hospital no palácio da família e também passou a atuar nos hospitais de Santo Spirito in Sassia, Santa Maria in Cappella e Santa Cecilia in Trastevere. Segundo a lenda, ela também criou um oratório no palácio. Em 1425, Francisca fundou a Compagnia delle Oblate del Monastero Olivetano di Santa Maria Nova, conhecido desde 1443 como Nobili Oblate di Tor dei Specchi. O marido de Francisca morreu em 1433 e ela passou a viver no mosteiro em Tor dei Specchi. Ela morreu em 9 de março de 1400 no Palazzo Ponziani. Depois disto, é possível que uma capela tenha sido construída no palácio, mas não há suporte documental para esta hipótese.
A partir de 1799, Gioacchino Michelini (1768–1825), um padre da vizinha igreja de San Salvatore a Ponte Rotto passou a dar aulas de catecismo para crianças pobres no palácio e utilizou a capela para seus sermões e para orações do rosário. O palácio, que na época era chamado de Palazzo Ponziani-Altieri, foi alugado para os Michelini em 1804. No mesmo ano, o cardeal Leonardo Antonelli visitou o palácio e a capela. Em 1805, reformas e ampliações foram realizadas no local e um albergue foi criado para os catecúmenos.. A instituição era conhecida como Opera Pia di Ponte Rotto, aprovada pelo papa Pio VII em 1807. Nesta época uma capela dedicada a Virgem Maria foi construída e um ícone foi colocado no local, conhecido como Madonna Refugium Peccatorum. Em 1816, o oratório foi visitado pelo próprio Pio VII. Michilini morreu em 1825 e seu sucessor, Antonio Muccioli (m. 1842), restaurou o albergue e a capela. O instituto também se envolveu no passado com várias outras igrejas na região, como Sant'Eligio dei Sellai (de 1821 até o fim do século XIX) e Santa Maria Assunta al Gianicolo.
No final da década de 1820, São Vicente Pallotti proferiu seis sermões no oratório. o papa Pio IX, que havia pregado no local quando era padre, deu a Primeira Comunhão para sessenta crianças ali em 1851 e abriu o albergue para veteranos de guerra. Em 1938, um novo piso foi colocado na capela. Em 23 de maio de 1959, o papa João XXIII celebrou a missa no local, na qual deu a Primeira Comunhão para quarenta crianças. Em 1975, uma ampla reforma do edifício foi realizada.
Até 1957, residiam no local irmãs da ordem das "Irmãs da Misericórdia" (em inglês:  Sisters of Mercy) e freiras carmelitas descalças de São Pedro de Alcântara. Naquele ano, a obra foi assumida pelas Oblatas de Santa Francisca Romana e, treze anos depois, pelas irmãs paulinas. Entre 1977 e 1981, as oblatas reassumiram. A Opera Pia di Ponte Rotto, aprovada legalmente m 1977, passou a gerir o palácio a partir de então, que hoje serve como albergue para peregrinos e como centro de convenções.

## Oratório
O oratório, que fica localizado perto do quarto onde Santa Francisca faleceu, tem um altar de 1910, uma estátua de Nossa Senhora das Dores e duas pinturas: uma "Virgem e o Menino" e uma "São Pedro".

## Cappella di Santa Maria Refugium Peccatorum
Na parede do altar está o ícone conhecido como Madonna Refugium Peccatorum numa moldura dourada. A capela abriga também um relevo em bronze de "Jesus Ressuscitado" e duas pinturas, "São José com o Menino Jesus" e "Sagrado Coração de Jesus". Nas paredes estão oito grandes candelabros dourados com pés de patas de leão.